# Бескарагайський район
Бескарага́йський район (каз. Бесқарағай ауданы, рос. Бескарагайский район) — адміністративна одиниця у складі Абайської області Казахстану. Адміністративний центр — село Бескарагай.

## Історія
2024 року зі складу району було виділено 35,47 км² і передано до складу новоутвореного Жанасемейського району.

## Населення
Населення — 18296 осіб (2016; 22210 у 2009, 28140 у 1999, 35194 у 1989).
Національний склад станом на 2016 рік:
- казахи — 13977 осіб (69,42 %)
- росіяни — 4889 осіб (24,28 %)
- німці — 502 особи
- татари — 428 осіб
- українці — 156 осіб
- уйгури — 31 особа
- білоруси — 24 особи
- азербайджанці — 12 осіб
- узбеки — 10 осіб
- молдовани — 9 осіб
- корейці — 8 осіб
- киргизи — 7 осіб
- вірмени — 6 осіб
- башкири — 4 особи
- мордва — 4 особи
- чеченці — 2 особи
- інші — 64 особи

## Склад
До складу району входять 10 сільських округів:
| Поселення                           | Площа, км² | Населення, осіб (1989) | Населення, осіб (1999) | Населення, осіб (2009) | Населення, осіб (2021) | Центр             | Населені пункти |
| ----------------------------------- | ---------- | ---------------------- | ---------------------- | ---------------------- | ---------------------- | ----------------- | --------------- |
| Баскольський сільський округ        | -          | 2415                   | 2141                   | 1800                   | 1382                   | Карагайли         | 3               |
| Бегенський сільський округ          | -          | 2779                   | 2251                   | 1680                   | 1309                   | Бегень            | 2               |
| Бескарагайський сільський округ     | -          | 5724                   | 4861                   | 4377                   | 4765                   | Бескарагай        | 1               |
| Глуховський сільський округ         | 1150,25    | 3374                   | 3202                   | 2879                   | 2554                   | Глуховка          | 6               |
| Долонський сільський округ          | 1991,20    | 2773                   | 2599                   | 1789                   | 1214                   | Долонь            | 4               |
| Єрназарівський сільський округ      | 1186,13    | 3315                   | 2628                   | 2440                   | 1700                   | Єрназар           | 3               |
| Жетіжарський сільський округ        | 1938,05    | 5735                   | 2989                   | 1517                   | 1077                   | Жетіжар           | 3               |
| Канонерський сільський округ        | 787,00     | 2578                   | 2157                   | 1823                   | 1613                   | Канонерка         | 2               |
| Карабаський сільський округ         | 1368,91    | 3875                   | 3146                   | 2235                   | 1494                   | Карабас           | 2               |
| Маловладимировський сільський округ | 499,57     | 2626                   | 2166                   | 1670                   | 1188                   | Мала Владимировка | 2               |

## Найбільші населені пункти
Нижче подано список населених пунктів з чисельністю населення понад 1000 осіб:
| № | Населений пункт | Населення, осіб (1989) | Населення, осіб (1999) | Населення, осіб (2009) | Населення, осіб (2021) |
| - | --------------- | ---------------------- | ---------------------- | ---------------------- | ---------------------- |
| 1 | Бескарагай      | 5724                   | 4861                   | 4377                   | 4765                   |
| 2 | Канонерка       | 2043                   | 1651                   | 1461                   | 1298                   |
| 3 | Глуховка        | 1428                   | 1400                   | 1300                   | 1247                   |
| 4 | Бегень          | 1962                   | 1740                   | 1579                   | 1176                   |
| 5 | Єрназар         | 1630                   | 1337                   | 1248                   | 1001                   |